# Hejnum hällar
Hejnum hällar este o arie protejată (sit de importanță comunitară — SCI) din Suedia întinsă pe o suprafață de 999,8 ha, integral pe uscat.

## Localizare
Centrul sitului Hejnum hällar este situat la coordonatele 57°41′26″N 18°39′16″E / 57.690453°N 18.654455°E.

## Înființare
Situl Hejnum hällar a fost declarat sit de importanță comunitară în mai 2018 pentru a proteja 3 specii de plante.

## Biodiversitate
Situată în ecoregiunea boreală, aria protejată conține 10 habitate naturale: Pășuni din zone de pădure fino-scandinave, Pajiști carstice calcaroase sau bazofile, de Alysso-Sedion albi, Mlaștini alcaline, Formațiuni de Juniperus communis pe lande sau pajiști calcaroase, Pajiști cu Molinia pe soluri calcaroase, turboase sau argilos-nămoloase (Molinion caeruleae), Mlaștini calcaroase cu Cladium mariscus și specii de Caricion davallianae, Pajiști fino-scandinave uscate până la mezice, bogate în specii de altitudine mică, Alvar nordic și șisturi calcaroase precambriene, Taiga vestică, Lespezi calcaroase.
La baza desemnării sitului se află mai multe specii protejate de  plante (3): Encalypta mutica, dedițelul (Pulsatilla patens), Tortella rigens.
Pe lângă speciile protejate, pe teritoriul sitului au mai fost identificate 2 specii de nevertebrate.